# Den russiske sølvalder
Den russiske sølvalder er en betegnelse for den storhedstid i russisk poesi, der fremkom i begyndelsen af det 20. århundrede. 
Sølvalderen er karakteriseret ved fremkomsten af et stort antal digtere og poetiske bevægelser, der prædikede et nyt og bedre end de gamle idealer.
Navnet "sølvalder" refererer til den tidligere russiske guldalder, der herskede i Rusland i den første halvdel af det 19. århundrede. Udtrykket sølvalder blev indført af Nikolaj Otsup, og varede fra 1892 til 1921.

## Prominente skikkelser
Blandt de mest prominente skikkelser inden for sølvalderen kan nævnes: 
- Valeri Brjusov
- Aleksandr Blok
- Andrej Belyj
- Anna Akhmatova
- Osip Mandelsjtam
- Vladimir Majakovskij
- Velimir Khlebnikov.
- Sergei Yesenin